# 丰北站
丰北站是杭州地铁6号线与规划中的11号线以及建设中的15号线的一座换乘车站，位于中华人民共和国浙江省杭州市萧山区盈丰街道平澜路与通文西路交叉口地下。本站未能和6号线二期一起于2021年11月6日开通，在开通之前，列车以60千米每小时的时速通过，不停靠此站，后于2023年2月21日开通运营。

## 结构
丰北站为地下二层双岛四线车站，为6号线与远期规划11号线的同台换乘站，6号线在内，11号线在外。顶板覆土约1.2m，底板垫层底(有效站台中心里程)埋深约14.81m（基坑深度），车站起点里程K50+213.919，终点里程K50+840.021，车站长度625m，标准段宽度45.5m。车站两端区间均采用盾构法施工，大里程端设置一明挖区间。6号线部分大小里程端均设置盾构井，预留远期线盾构接收条件。本站设3组风亭，6个出入口。其中风亭与2号出入口均为顶出，与车站主体合建。在车站东北侧有6号线的交叉渡线及出入库线，连接丰北停车场。
- 交叉渡线和出入库线
- 11号线预留站台

## 设计
丰北站以“弄潮”为主题。站厅两侧设有紫色的波浪状吊顶，中部布置有左右不对称白色的线性射灯，如钱塘江潮水涌动，而站台墙面与立柱则映出滩涂的色彩和肌理。造型灯带与不锈钢材料的结合充满现代科技气息，在延续历史、展现钱塘江浪潮的同时，也带给人现代化的感受。
- 站厅
- 站厅
- 站厅
- 站厅细部
- 大字壁

## 出入口
| 编号                        | 出口标识   | 建议前往的目的地                                                                  | 照片 |
| --------------------------- | ---------- | --------------------------------------------------------------------------------- | ---- |
| A1A2 · （暂未开通）         | 平澜路东侧 | 通文西路、丰北路 杭州2022年第19届亚运会技术官员村、杭州2022年第19届亚运会运动员村 |      |
| B1B2 · （B2暂未开通）       | 平澜路西侧 | 通文西路、丰北路 杭州2022年第19届亚运会技术官员村、杭州2022年第19届亚运会运动员村 |      |
| C                           | 平澜路东侧 | 民祥路                                                                            |      |
| D                           |            |                                                                                   |      |
| 註： 设有卫生间 \| 设有电梯 |            |                                                                                   |      |

## 轶事

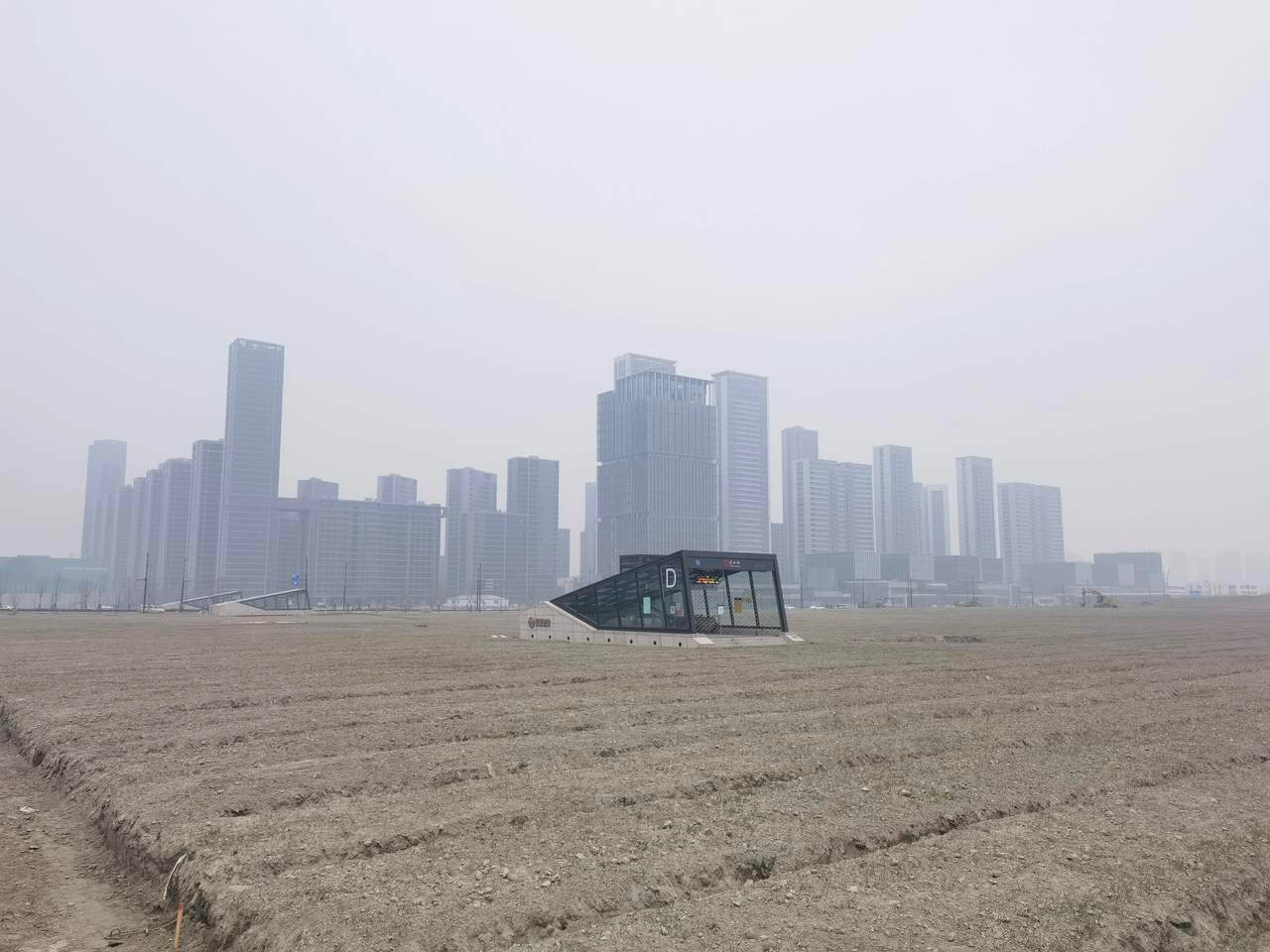
位于麦田中央的D出入口

- 丰北站原设计为地下二层单岛式车站，大里程端设站后单渡线，并预留停车场出入线连接与二期延伸条件。由于线网规划更新，新增一沿江地铁线路在该站与6号线进行同台换乘，原丰北站的结构在2017年5月地下连续墙完工不久之后便被废弃，在其东南侧重新按照新的设计方案进行建造。
- 由于丰北站所处地块偏僻，周围除道路外均为钱江世纪城管委会拥有的小麦田[5]，导致本站客流不足而暂缓开通，同时D出口位于农田中央，和远处亚运村和钱江世纪城的高楼形成鲜明反差，故2021年底被人发现后走红网络。

## 未来发展

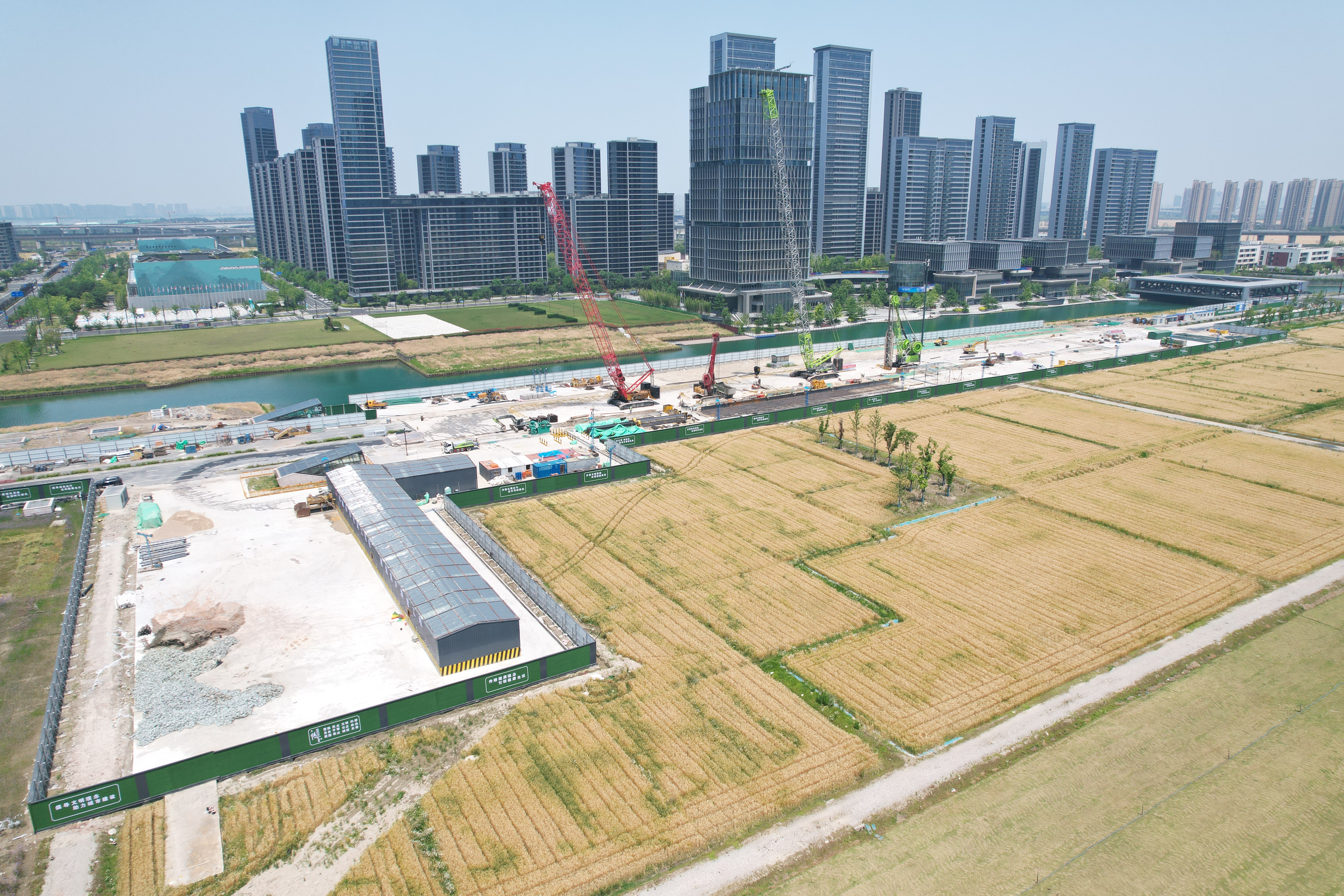
15号线丰北站工地，2024年5月

杭州地铁15号线未来将经过丰北站，车站主体位于通文西路上，呈西北-东南方向布置。已于2024年开工。